# Minéralisation (chimie)
Pour les articles homonymes, voir Minéralisation.
En chimie analytique et en toxicologie, la minéralisation est la calcination dans un creuset d'un échantillon de substances ou la dissolution des minéraux sous haute température en présence d'acides et d'eau oxygénée, dans le but de détruire les composants organiques. Après calcination, ne restent plus dans le creuset ou la bombe (récipient de minéralisation) que des sels, des oxydes, etc. minéraux (composés inorganiques). Seule subsiste la partie métallique des composés organométalliques.